# Камионская, Наталья Оскаровна

Александр Плигин. Портрет жены (Наталии Камионской). 1924—1925

Наталия Оскаровна Камионская (при рождении Нихама (Анна) Ошеровна; 14 августа 1901, Киев — 14 июля 1997, Москва) — российская переводчица и редактор.  

## Биография
Родилась 1 августа 1901 года в Киеве в семье врача Оскара Назарьевича (Ошера Евзеровича) Камионского (1871—1951), впоследствии заслуженного врача РСФСР (1948), и Нади (Надежды) Абрамовны Камионской (в девичестве Зильберман, 1875—1964), заключивших брак в Екатеринославе 26 мая 1900 года. Дед со стороны матери — екатеринославский (позднее санкт-петербургский) купец первой гильдии Абрам Гершевич (Григорьевич) Зильберман (1832—1904), дом Зильбермана в Екатеринославе располагался на углу Екатерининского проспекта и Широкой улицы. Внучатая племянница оперного певца Оскара Исаевича Камионского. Выстроенный по проекту И. А. Зекцера в 1914 году дом доктора Камионского в Киеве располагался на Мариинско-Благовещенской улице, № 72.
Познакомившись с будущим мужем во время его поездки в Киев, в 1923 году уехала к нему в Москву. Окончила Московский государственный университет (искусствоведческое отделение историко-этнологического факультета) в 1927 году. Работала в журнале «Интернациональная литература» как редактор и рецензент. Публиковала переводы художественной литературы с английского и французского языков, в том числе рассказы заметного представителя «Гарлемского ренессанса» Эрика Уолронда (1928), сборник рассказов Стивена Крейна «Бег юности» (1929, Библиотечка «Огонька»), романы Лиама О’Флаэрти «Осведомитель» (1927) и «Горная таверна» (1931, в соавторстве с М. Коваленской), сборник его же рассказов «Шантаж» (1927), романы Джека Конроя «Обездоленный» (1935, в соавторстве с М. Коваленской; переиздание 1983) и Жана Кассу «Кровавые дни Парижа» (1937), очерки американских писателей о забастовочном движении (в том числе статьи Теодора Драйзера, Шервуда Андерсона, Джона Дос Пассоса), а также памфлет британского марксиста Ральфа Фокса «Колониальная политика Англии» (1937).
В годы Второй мировой войны работала переводчиком-референтом французского писателя Жана-Ришара Блока, нашедшего убежище в СССР. Сопровождала его и его жену Маргарит во время эвакуации в Казань.
В послевоенный период работала в журнале «Советская литература на иностранных языках». При воссоздании журнала «Иностранная литература» привлекалась к работе как внештатный редактор. «Человек огромной эрудиции и тонкой филологической культуры, со знанием многих языков и большим опытом журнальной работы», — так вспоминает о Н. О. Камионской известный переводчик Морис Ваксмахер. О том же пишет литературовед Ю. В. Манн: «…благодаря большой эрудиции и опыту (Наталия Оскаровна работала ещё в довоенной „Интернациональной литературе“) она часто играла роль и полезного советчика…».

## Семья
- Муж — Александр Павлович Плигин, художник «Мира искусства» и «Бубнового валета».
  - Дочь — Наталия Александровна Плигина-Камионская (1933—2017), художник и архитектор.
- Брат — Назарий Оскарович Камионский (1904—1975)[12], врач-эндокринолог, физиолог.